# مسجد السيدة رقية (القاهرة)
مشهد السيدة رقية، هو أحد المساجد التي بنيت في العصر العثماني في مصر على يد الأمير عبد الرحمن كتخدا، يقع مشهد السيدة رقية بجوار البوابة الموصلة إلى السيدة نفيسة بالقرب من جامع شجرة الدر.
هو في الاصل مسجد فاطمي صغير يسمى مسجد الاندلس بني في عهد الخليفة الفاطمي الحافظ لدين الله وبعد ذلك أمرت السيده «علم الامريه» سنه 533هجريه وهي إحدى زوجات الخليفة الآمر بأحكام الله ببناء المشهد ولا توجد دلاله إذا كانت السيده رقيه مدفونه بداخله اما لا وبنى هذا الضريح على يد السنى «أبو تراب حيدره بن ابي الفتح». يوجد تابوت خشبي عليه كتابه بالخط الكوفى تقول «هذا الضريح السيده رقيه بنت علي بن ابي طالب وامر بعمل الضريح جهه الكريمه الآمريه على يد السنى أبو تراب حيدره بن ابي الفتح في سنه 533 هجريه»

## وصفه
يمكن الدخول إلى المشهد عن طريق سقيفة تتقدمه لها ثلاث فتحات معقودة. ويبلغ طول هذه السقيفة 12.5 متر، وعمقها 2.5متر. ويتكون الضريح من مستطيل يتوسط ضلعه الغربي المدخل، وعلى جانبيه حنيتى محراب يعلو كل منهما شكل (محارة) تتفرع فصوصها من الوسط. وينقسم الضريح إلى ثلاثة أقسام، المتوسط منها مربع إذ يبلغ طول ضلعه خمسة أمتار، أما القسمان الجانبيان فيبلغ مساحة كل منهما 2.85 × 5 مترا، وقد غطى سقف القسمان الجانبيان وكذا السقيفة التي تتقدم الضريح سقف خشبى مسطح، أما القسم المتوسط حيث توجد المقبرة فتغطيها قبة. ويفصل هذه الأقسام عقدان يقوم كل منهما على عمودين قريبين جدا من الجدران. ويتوسط كل قسم من الأقسام الثلاثة محراب مجوف، ويعتبر المحراب الرئيسى في مشهد السيدة رقية تحفة فنية رائعة لا مثيل لها في مصر، إذ يبلغ سعته ثلاثة أمتار وعمقه 1.20 مترا، وارتفاعه 6 أمتار تعلو طاقية على شكل (محارة) مفصصة يتوسطها جامة تحتوى على اسم على يحيط به اسم «محمد» سبع مرات. ويحيط بعقد المحراب صفان من الفصوص، الداخلي يحتوى على اثنى عشر صفا والخارجي أكبر ويحتوى على تسعة فصوص. ويحيط تجويف المحراب مستطيل زخرف خواصر عقد المحراب برسوم نباتية يتوسطها رسم دائرة، ويعلو المستطيل شريط به كتابة كوفية.
وتحتوى قبة الضريح على 24 ضلعا، وترتكز على رقبة مثمنة تقوم بدورها على دلايات في أركان المربع، وفي منتصف كل ضلع من أضلاع مربع القبة، بين الدلايات توجد نافذة ذات ثلاث فتحات.

## معرض صور

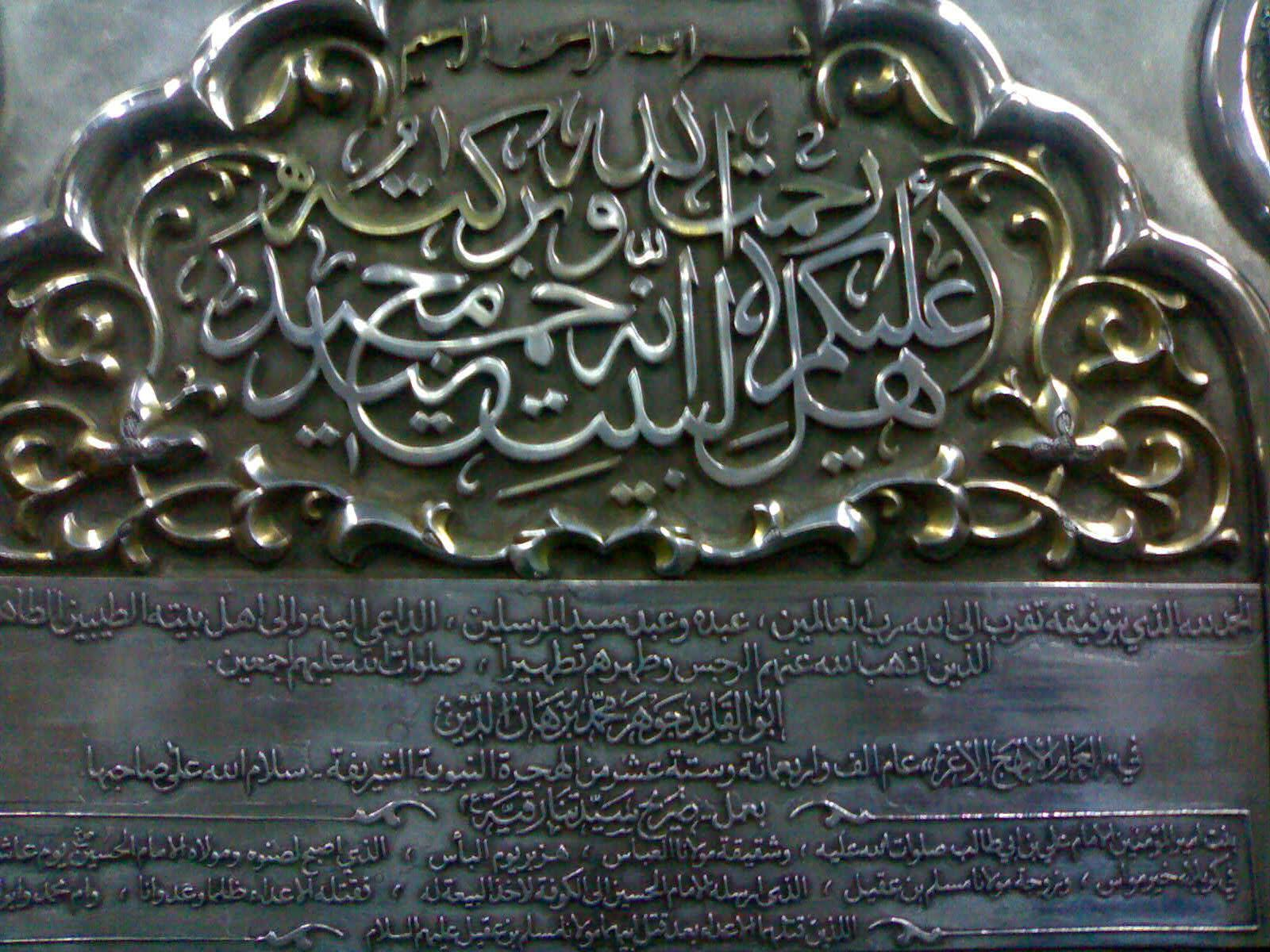
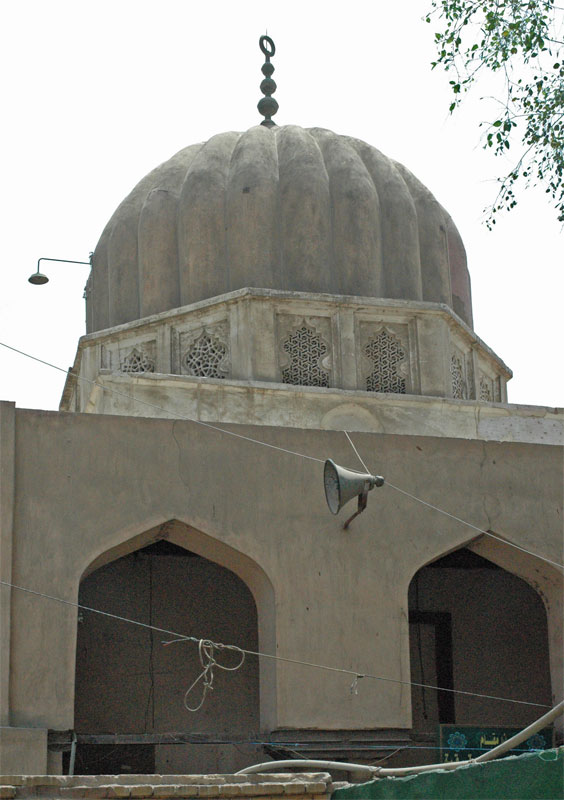
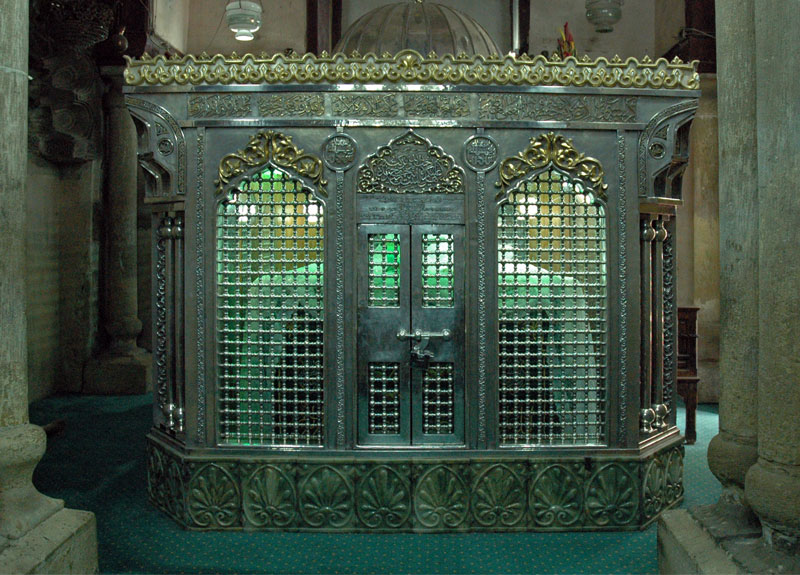
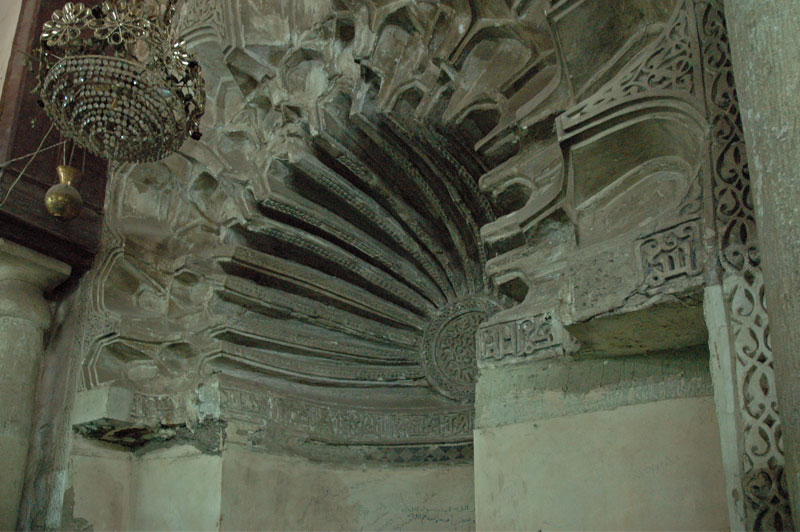
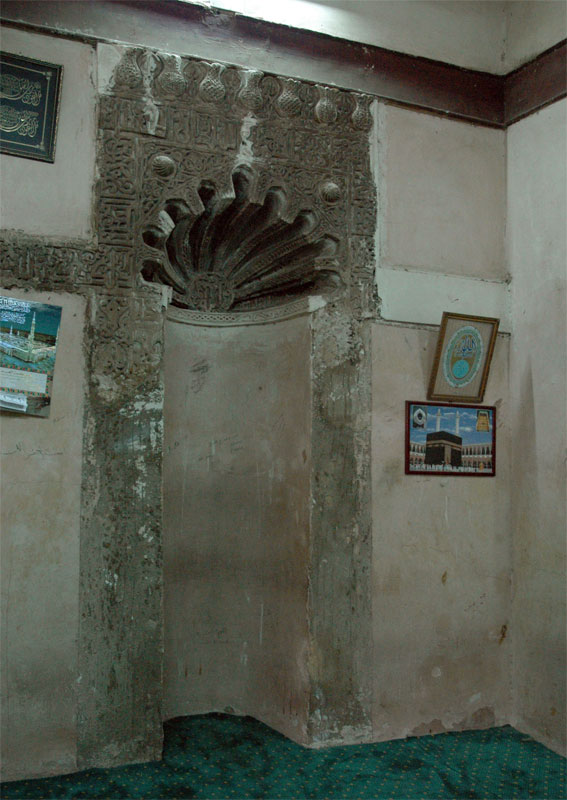

## طالع أيضًا
- المحراب المحمول من مشهد السيدة رقية
- قائمة مساجد وآثار إسلامية في مصر